# Клоков, Вячеслав Михайлович
Вячеслав Михайлович Клоков (19 февраля 1928, Харьков — 16 апреля 2007, Киев) — украинский и советский скульптор. Заслуженный деятель искусств Украинской ССР (1968).

## Биография
Сын известного киевского ботаника, заслуженного деятеля науки УССР, лауреата Сталинской премии и Государственной премии УССР, М. В. Клокова.
В 1947—1953 обучался в Киевском художественном институте. Член Союза художников СССР. Член Национального союза художников Украины.

## Творчество
В. Клоков — автор памятников, станковой и монументально-декоративной скульптуры. Рано познал успех — с конца 1950-х годов он принимал участие в международных выставках в Брюсселе, Вене и Париже. Лучшие произведения скульптора экспонировались на международных выставках, в частности на выставке произведений украинского искусства в Варшаве (1955), Международной выставке произведений молодых художников в Вене (1959), Всемирной выставке в Брюсселе (1958), Международной выставке произведений молодых художников в Париже 1963), в 1966 году его работы были представлены в советском павильоне на Венецианской биеннале, выставке советского искусства в Лос-Анджелесе (1976), всеукраинском триеннале скульптуры в Киеве (1999) — первая премия.
В настоящее время работы скульптора признаны классикой и гордостью украинской скульптуры. Произведения В. Клокова хранятся в Национальном художественном музее Украины, Государственной Третьяковской галереи и др.

## Избранные произведения
- «Перед стартом» (1953);
- «Звеньевая» (1957);
- «У ручья» (1962);
- «Трубач» (1965—1966);
- «Усть-Илим» (1967);
- «Феодосийский десант» (1970, в соавторстве с Н.Рапай);
- Гимнастка (1971);
- Памятник Николаю Островскому (Киев) (1971);
- Памятник Николаю Островскому (Боярка) (1971);
- «Девочка с рысью» (1974);
- «Утро» (1975);
- памятник Ярославне в Путивле (1983);
- «Орфей» (1986);
- «Ян и Наталка» (1989);
- «Парень на коне» (1991);
- портрет скульптора Н. П. Рапая (1987) и др.

Одной из самых знаменитых композиций мастера является скульптура «Памяти Ботичелли».
Лучшие произведения художника экспонировались на международных выставках, в том числе на выставке произведений украинского искусства в Варшаве (1955), Международной выставке произведений молодых художников в Вене (1959), Всемирной выставке в Брюсселе (1958), Международной выставке произведений молодых художников в Париже 1963), Биеннале в Венеции (1966), выставке советского искусства в Лос — Анжелесе (1976), всеукраинском триеннале скульптуры в Киеве (1999) — первая премия.

## Галерея

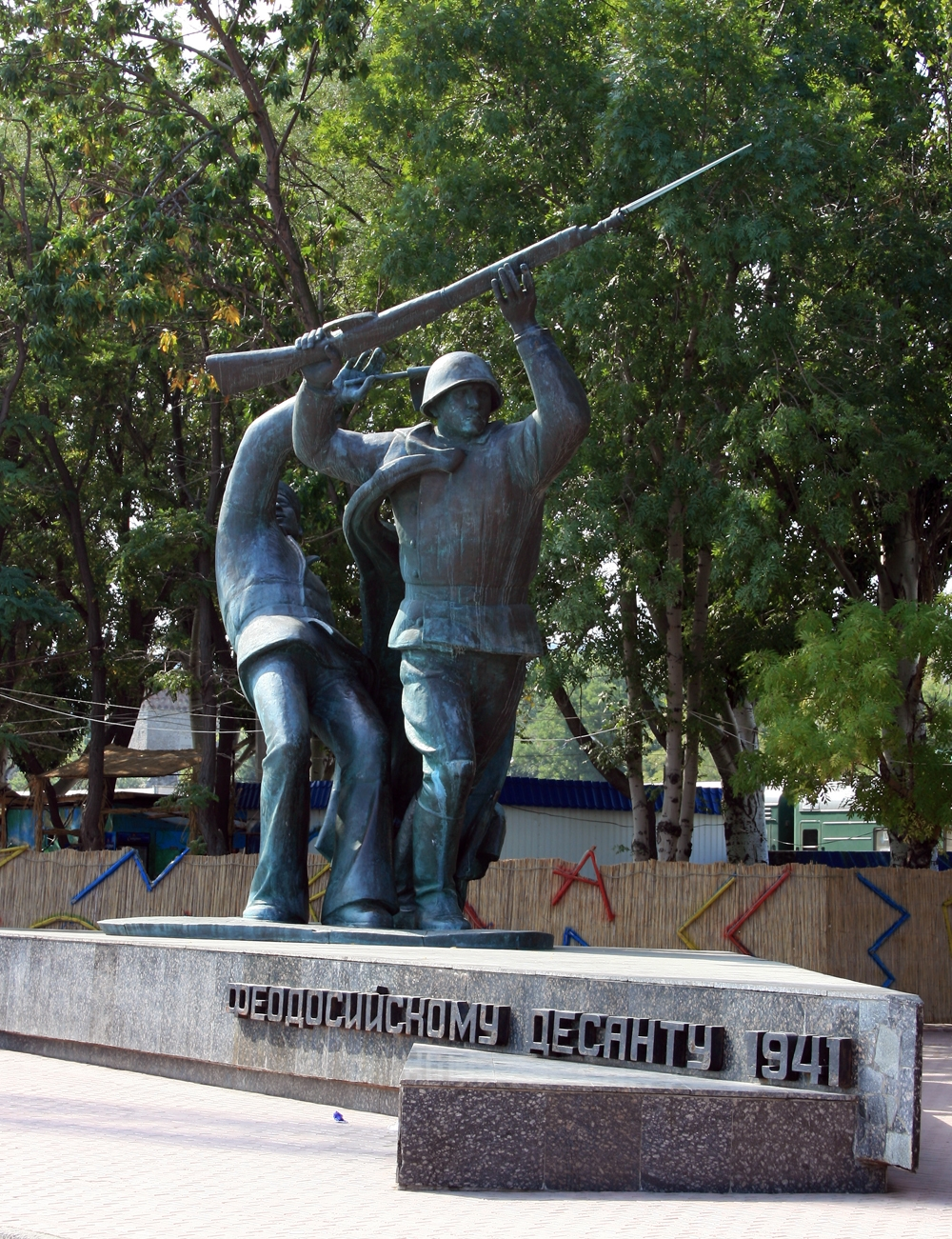
Памятник участникам Керченско-Феодосийского десанта в Феодосии
Памятник Николаю Островскому (Киев) (1971, демонтирован в 2016 г.)
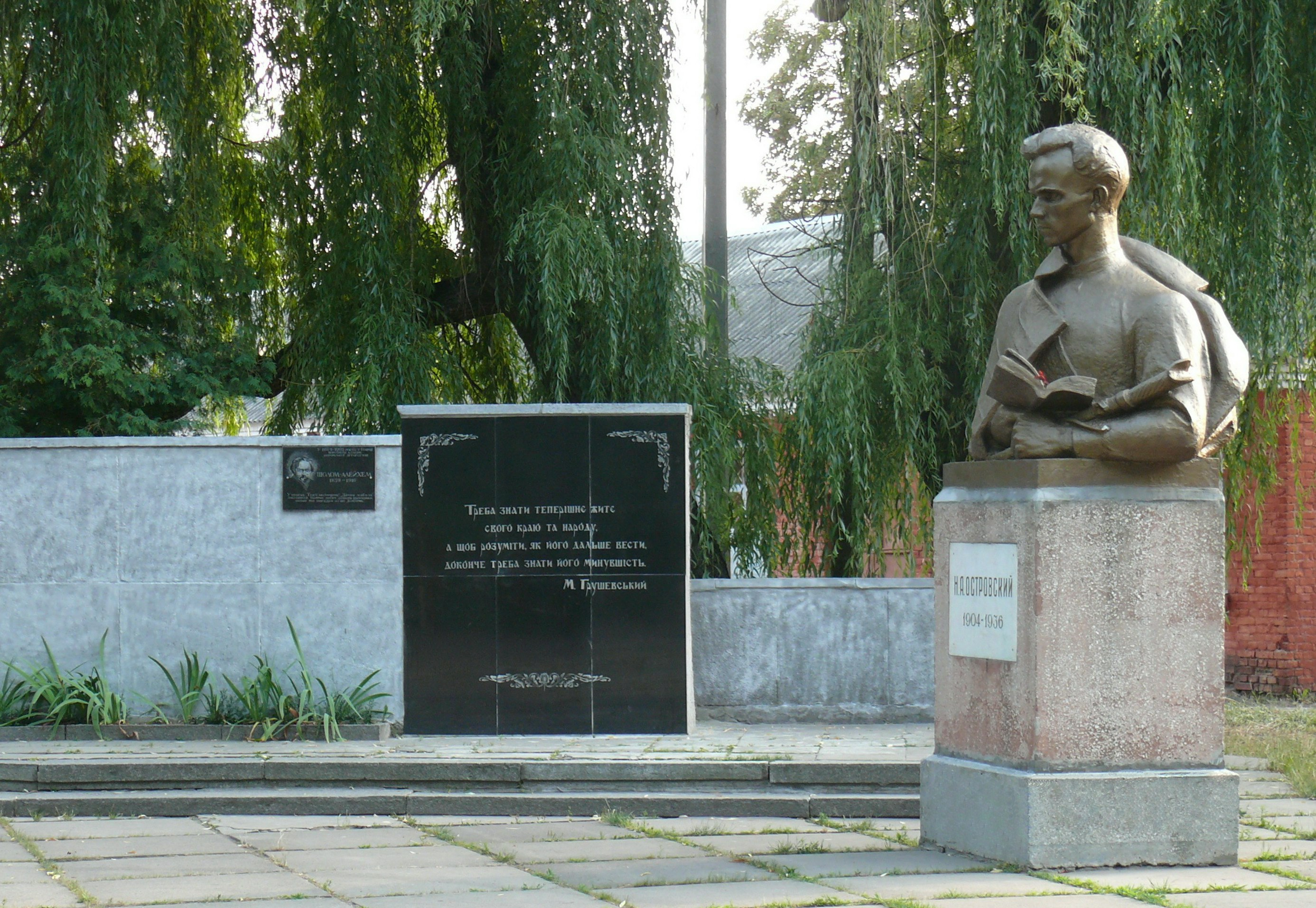
Памятник Николаю Островскому (Боярка), (1971, разрушен в 2014 г.)